# Иоасаф (Гапонов)
Иеромона́х Иоаса́ф (в миру Васи́лий Семёнович Гапо́нов; 1803, Погаричи, Путивльский уезд, Курская губерния — 22 июля [3 августа] 1861, Владимир) — иеромонах Русской православной церкви, статистик, археолог и историк Владимирского края. Магистр богословия (1837).

## Биография
Родился в 1803 года в семье священника села Погаричи Путивльского уезда Курской губернии (ныне часть села Весёлое Путивльского района Сумской области), учился в духовном приходском училище в Путивле. В 1825 году окончил Курскую духовную семинарию в Белгороде и поступил учителем в Путивльское духовное училище.
В 1833 году, овдовев, поступил в Киевскую духовную академию и 7 апреля того же года принял монашеский постриг с именем Иоасаф. По окончании курса в Академии, 7 сентября 1837 года был назначен инспектором и учителем в Астраханскую духовную семинарию. 15 декабря того же года возведён в степень магистра богословия и переименован в профессора, назначен цензором проповедей и 12 марта 1838 года получил в управление астраханский Иоанно-Предтеченский монастырь. В короткое время он привлёк в монастырь много жертвователей и украсил монастырь, продолжая в то же время службу в семинарии.
В октябре 1840 года перемещен инспектором Санкт-Петербургской духовной семинарии. 6 октября 1841 года перемещен был на ту же должность в Одесскую духовную семинарию, 21 марта 1814 году в Тверскую духовную семинарию.
24 сентября 1845 года Святейшим Синодом уволен от духовно-училищной службы «за допущение неприличных званию его поступков, состоявших в хождении по городу Твери в неприличном для монашеского сана одеянии, употреблении в частных домах при сторонних людях мясной пищи, позднем возвращении в свою квартиру, находившуюся в семинарии, и ночевание иногда вне семинарии». Кроме того, иеромонаху Иоасафу инкриминировалось также выступление с проповедью, в которой не были учтены исправления, сделанные в ее тексте цензором. Сослан в Спасо-Евфимиев монастырь в Суздале, служивший в то время тюрьмой для лиц, совершивших преступления по церковной части. Заключённым он не был, ему даже разрешалось поначалу совершать церковные службы. Однако общение опального иеромонаха с узниками Спасо-Евфимиева монастыря вызвало недовольство епархиальных властей. Ему запретили служить в церкви, получать бумагу и чернила, над ним нависла угроза тюремного заключения.
В Суздале он занялся местной церковной историей. По материалам монастырского архива написал четыре очерка о жизни суздальских святых и чудотворцев. В 1853 году закончил труд «Церковно-историческое и статистическое описание Владимирской епархии» в 2-х томах. Очерки и двухтомный труд не были опубликованы.
В мае 1854 года епископ Иустин переместил его в Боголюбовский монастырь. Здесь иеромонах пользовался большей свободой, продолжал исследовать историю местных церквей и монастырей а также историю владимирского края. Публиковался в «Владимирских Губернских Ведомостях», «Записках юрьевского общества сельского хозяйства», в «Сыне Отечества» и в «Страннике».
Скончался 20 июля 1861 года предположительно в Боголюбском Алексеевском монастыре в Добром, где и был похоронен. Старинная плита с надгробия иеромонаха Иоасафа была обнаружена 21 мая 2021 года от Царе-Константиновского храма — видимо, на этом кладбище погребались насельники Боголюбской Алексеевской обители. Новый памятник был воссоздан по благословению митрополита Тихона (Емельянова) трудами братии обители. 16 октября 2024 года в Боголюбском Алексиевском мужском монастыре г. Владимира митрополит Владимирский и Суздальский Тихон (Емельянов) совершил чин освящения нового надгробного памятника иеромонаху Иоасафу (Гапонову) в сослужении духовенства обители.

## Сочинения
- О еврейских праздниках. — Одесса : Гор. тип., 1843. — 80 с.
- Дорога от Одессы до Твери. — Одесса, 1844.
- Поучительные слова. — Одесса, 1844.
- Слово, сочиненное, Тверской семинарии профессором, магистром иеромонахом Иоасафом. — Тверь : Тип. Львова, 1845. — 16 с.
- Суздальские древности. // «Владимирские губернские ведомости». — 1849.
- Известие о св. святителях Феодоре и Иоанне, суздальских чудотворцах. — Москва : Тип. В. Кирилова, 1850. — 20 с.
- Церковно-историческое и статистическое описание Владимирской епархии, / Сост. магистром иером. Суздальского Спасо-Евфимиева монастыря Иоасафом Гапоновым. — Владимир, 1853.
- Князь Дмитрий Михайлович Пожарский и Арсений, архиепископ Суздальский. — Владимир : Губ. тип., 1854. — 8 с.
- Известие о Стефане, архиеп. Суздальском и Арсении Суздальском. — 1856.
- Владимирское великокняжество. // «Владимирские губернские ведомости». — 1856.
- Церковно-историческое описание владимирских достопамятностей: сочинение магистра иеромонаха Иоасафа. — Владимир : В Губернской тип., 1857. — 151 с.
- Церковно-историческое описание суздальских достопамятностей. — Чугуев: Тип. Штаба военных поселений, 1857. — 134 с.
- Воспоминания о преосвященном Иннокентии, архиепископе Херсонском и Таврическом. Спб., тип. Н. Греча, 1858. — 49 с.
  - Воспоминания о преосвященном Иннокентии Херсонском. // «Северная пчела». — СПб., 1888.
- 700-летие Боголюбова монастыря. // «Владимирские губернские ведомости». — 1858.
- О святых иконах, особенно чтимых, находящихся во Владимирской епархии: сочинение магистра иеромонаха Иоасафа. — Владимир : В Губернской тип., 1859. — 30 с.
- Краткие сведения о св. угодниках Божиих местно чтимых подвижников благочестия, коих св. мощи почивают в церквах Владимирской епархии. / Соч. магистра иером. Иоасафа. — Владимир : В Губернской типографии, 1860. — 102 с.
- Поучительные слова на пять воскресных дней св. великой четыредесятницы, из церковной песни задостойника : «О тебе радуется». — Санкт-Петербург : В Тип. духовнаго журн. «Странник», 1861. — 44 с.
- Слово в день Рождества Христова и беседа о красном пасхальном яйце. Для русскаго православнаго народа. — Санкт-Петербург : в Тип. дух. журнала «Странник», 1861. — 35 с.
- Церковно-историческое и статистическое описание Владимирской епархии, составленное на основании определения Св. Правительствующего Синода от 19 мая/6 октября 1850 года / изд. подгот.: А. И. Раздорский, А. В. Сиренов. — Санкт-Петербург : Дмитрий Буланин, 2019. — 557 с. — 300 экз. — ISBN 978-5-86007-923-6